# Delaware, Iowa
Delaware är en ort i Delaware County i delstaten Iowa, USA.